# Канбун (ера)
Канбун (寛文) је јапанска ера (ненко) која је настала после Манџи и пре Енпо ере. Временски је трајала од априла 1661. до септембра 1673. године и припадала је Едо периоду. Владајући цареви били су Го Саи и Реиген. Име ере је помењено због бројних несрећа које су задесиле државу попут великог пожара који је обухватио царску палату. Име ере Канбун у грубом преводу значи "великодушна уметност".

## Важнији догађаји Канбун ере
- 20. март 1662. (Канбун 2, први дан другог месеца): Јак земљотрес у Кјоту уништава гроб Тојотомија Хидејошија.[3]
- 1620. (Канбун 2): Цар Госаи наређује Тоси Хиромичију 土佐広通 (1561–1633) учењаку Тоса школе да преузме име Сумијоши (претпоставља се због Сумијоши Кеинина 住吉慶忍 сликара из 13. века), при преузимању позиције званичног сликара Сумијоши Таише 住吉大社.[4]
- 5. март 1663. (Канбун 3, двадесетшести дан првог месеца): Цар Го Саи абдицира у корист свог млађег брата Сатохитоа који тада има 10 година.[5]
- 6. јун 1663. (Канбун 3, први дан петог месеца): Земљотрес у провинцији Оми.[3]
- 1665. (Канбун 5, шести месец): Оформљена је група људи који ће по селима истраживати вероисповест становника. Њихов главни циљ био је откривање хришћана и одстрањивање свих који практикују ову веру у Јапану.
- 1668. (Канбун 8, први дан другог месеца): Избија велики пожар у Еду у трајању од 45 дана за који се сматра да је био подметнут. Овај догађај становници Еда и историчари називају „Пожар осме године Канбун ере“.[6]
- 1669. (Канбун 9): Побуна Аину народа, Шакушаин побуна (1669-1672), избила ја острву Хокаидо против Мацумае клана.
- 1670. (Канбун 10): Октривена су Бонин острва (острва Огасавара) када је велико невреме одувало јапански брод за Едо са планираног курса.[7]